# Aeroportul Național Ciudad Mante
Aeroportul Național Ciudad Mante (IATA: MMC, ICAO: MMDM) este un aeroport din Ciudad Mante⁠(d), El Mante⁠(d), Tamaulipas, Mexic.
Situat la o altitudine de 95 m, aeroportul dispune de o singură pistă.